# 内务府三旗
内务府三旗，简称内三旗，或称上三旗包衣，由镶黄旗、正黄旗、正白旗包衣组成。
上三旗包衣是直属清朝皇帝的包衣阿哈（穆麟德轉寫：booi aha，奴仆）。上三旗包衣与隶属宗室王公之家的下五旗包衣，组成内八旗。顺治十八年（1661年），清廷二度设置内务府，服务至清朝灭亡。原隶八旗满洲旗分下的包衣因内务府的分立，而与原旗分离。不再统辖于原旗满洲都统。清朝官方修撰的典籍中，则附于原属旗分之后。有研究者认为，内务府三旗的形成，是清朝皇帝“独掌三旗，并在八旗中确立经济、军事、政治绝对优势的产物”。内务府三旗“保留着满洲早期社会蓄奴制残余”:6。在社会生活中，上三旗包衣与一般旗人处于同一等级（参见：包衣）。
上三旗包衣编立佐领、管领，属參領。人员、大分部事务由内务府管理，即内务府“掌上三旗包衣之政令”。满洲都统协助办理部分事务，如内务府包衣旗人官兵等俸饷、米粮的发放等。

## 參領、佐领、管领数量
康熙朝，初设满洲佐领9，旗鼓佐领12，高丽（朝鲜）佐领1，管领20。康熙帝平定三藩之乱后，将大批“罪藩”人口编入内务府三旗。康熙三十四年（1695年），增至满洲佐领15，旗鼓佐领18，朝鲜佐领2，管领30。研究者据《内务府奏销档》初步考证，30个管领中，至少23个有“罪藩”、“罪臣”家人:6—7。乾隆二十五年（1760年），编立回子佐领，属内务府正白旗。四十一年（1776年），编立番子佐领，短暂属内务府正白旗。乾隆年间，包括下五旗包衣在内，大量汉军出旗。上三旗包衣不在其列。
嘉庆年间成书的《钦定八旗通志》所记上三旗包衣参领、管领数如下：
- 鑲黄旗包衣下五个參領，第一參領下佐領一、管領三，第二參領下佐領二、管領二，第三參領下佐領二、管領二，第四參領下佐領二、管領二，第五參領下佐領四、管領一。共计，佐領十一員，管領十員[4]。
- 正黄旗包衣下五个參領，第一參領下佐領一、管領三，第二參領下佐領二、管領二，第三參領下佐領二、管領二，第四參領下佐領四、管領一，第五參領下佐領四、管領二。共计，滿洲佐領五員，髙麗佐領二員，旗鼓佐領六員，管領十員[5]。
- 正白旗包衣下五个參領，第一參領下佐領一、管領三，第二參領下佐領二、管領二，第三參領下佐領二、管領二，第四參領下佐領二、管領二，第五參領佐領五、管領一。共计，滿洲佐領五員，旗鼓佐領六員，回子佐領一員，管領十員[6]。